# 宮崎直勝
宮崎 直勝（みやざき なおかつ、1905年（明治38年）2月18日 - 没年不明）は、昭和時代前期の台湾総督府官僚。陸軍司政官。

## 経歴
佐賀県小城郡小城町（現小城市）に生まれる。1917年（大正6年）5月に渡台し、小中学を経て1927年（昭和2年）3月、早稲田大学付属早稲田第二高等学院を卒業し、1933年（昭和8年）10月、高等試験行政科に合格した。同月、鉄道部監督課勤務となり、台湾総督府交通局書記を拝命する。1937年（昭和12年）9月、台中州彰化市助役に就任し、1938年（昭和13年）8月、新竹州中壢郡守に転じた。のち地方警視、台北州警務部保安課長、交通局参事、鉄道部経理課長を経て、1942年（昭和17年）8月、陸軍司政官に任じた。

## 著作
- 『寺廟神の昇天 : 台湾寺朝整理覚書』東都書籍、1942年。